# Ghiacciaio Arthur
Il ghiacciaio Arthur (in inglese Arthur Glacier) è un ghiacciaio vallivo lungo circa 46 km situato sulla costa di Ruppert, nella parte occidentale della Terra di Marie Byrd, in Antartide. Il ghiacciaio, il cui punto più alto si trova a circa 800 m s.l.m., fluisce in direzione ovest passando tra le catene Ford, in particolare tra le montagne di Swanson, a nord, e il monte Rea e il monte Cooper, a sud, fino ad andare ad alimentare la piattaforma glaciale Sulzberger.

## Storia
Il ghiacciaio Arthur è stato scoperto durante una ricognizione aerea effettuata nel dicembre del 1940 da parte di membri del Programma Antartico degli Stati Uniti d'America di stanza alla base Ovest ed è stato così battezzato dal Comitato consultivo dei nomi antartici in onore del contrammiraglio Arthur C. Davis, comandante della marina militare statunitense.